# Южный Биракан
Южный Биракан — река в России, протекает по Северо-Байкальскому району Бурятии, в Баргузинском заповеднике. Впадает в озеро Байкал на высоте 456 м.

## География
Длина реки составляет 23 км.
Река берёт начало в 15 км к востоку от села Давша и течёт в западном направлении.
Поселения на берегах реки отсутствуют. Крупные притоки отсутствуют.
Река с востока впадает в озеро Байкал.
Протекает преимущественно в гористой местности. Устье низменное и заболоченное. Климат резко континентальный.

## Данные водного реестра
По данным государственного водного реестра России и геоинформационной системы водохозяйственного районирования территории РФ, подготовленной Федеральным агентством водных ресурсов:
- Бассейновый округ — Ангаро-Байкальский
- Речной бассейн — бассейны малых и средних притоков средней и северной части озера Байкал
- Водохозяйственный участок — бассейны рек средней и северной части озера Байкал от восточной границы бассейна реки Ангары до северо-западной границы бассейна реки Баргузин.